# Euploea sylvester
Espèce
Euploea sylvester est un insecte lépidoptère  de la famille des  Nymphalidae, de la sous-famille des Danainae et du genre Euploea.

## Dénomination
Euploea sylvester (Fabricius, 1793)
Synonymes :Papilio core (Fabricius, 1793).

### Noms vernaculaires
Euploea sylvester se nomme en anglais Two-brand Crow ou Double-branded Crow.

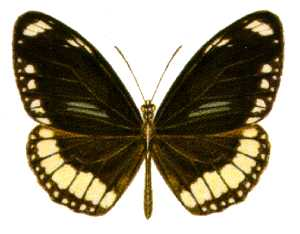
le dessus d’Euploea sylvester

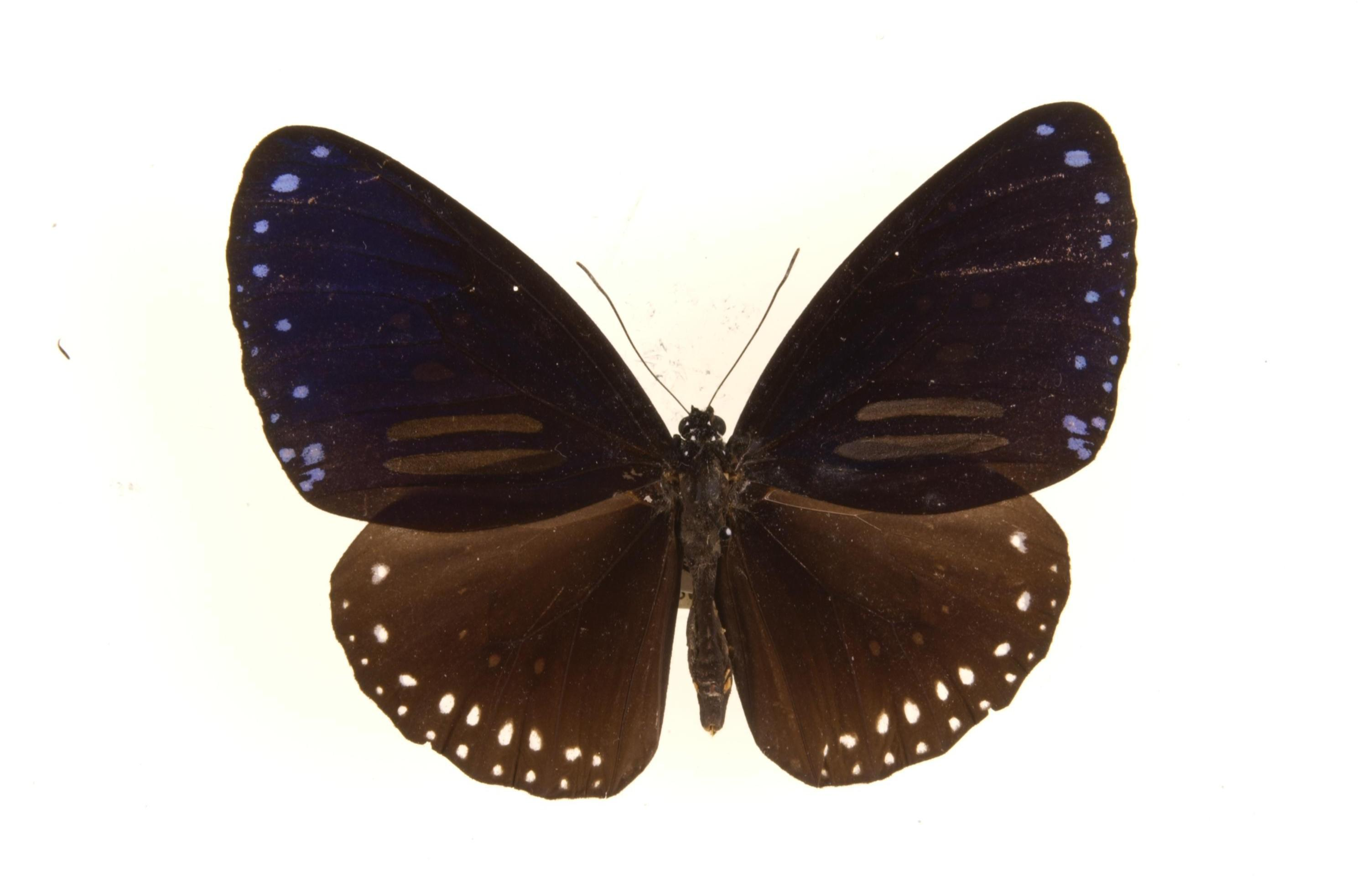
autre Euploea sylvester

### Sous-espèces
- Euploea sylvester sylvester dans le Nord-Est de l'Australie.
- Euploea sylvester agema (Fruhstorfer, 1910) est de la Nouvelle-Guinée
- Euploea sylvester amarynceus (Fruhstorfer, 1910)
- Euploea sylvester coreta (Godart, 1819) à Ceylan et dans le Sud de l'Inde
- Euploea sylvester doleschallii (C. etR. Felder, 1859)
- Euploea sylvester harrisii (C. et R. Felder, 1865) en Inde, Indochine et Malaisie.
- Euploea sylvester jacobseni (Röber, 1891)
- Euploea sylvester nica (Fruhstorfer, 1904)
- Euploea sylvester payeni (C. et R. Felder, [1865)
- Euploea sylvester pelor (Doubleday, 1847) nord de l'Australie.
- Euploea sylvester peloroides (Joicey & Talbot, 1921)
- Euploea sylvester schlegeli (C. et R. Felder, 1865) au Sulawesi.
- Euploea sylvester swinhoei (Wallace, 1866) à Taïwan.
- Euploea sylvester timora (Fruhstorfer, 1898) à Timor.
- Euploea sylvester tristis (Butler, 1866) Nouvelle-Guinée et Nouvelle-Calédonie.
- Euploea sylvester tyrianthia (Moore, 1883) à Bornéo[1].

## Description

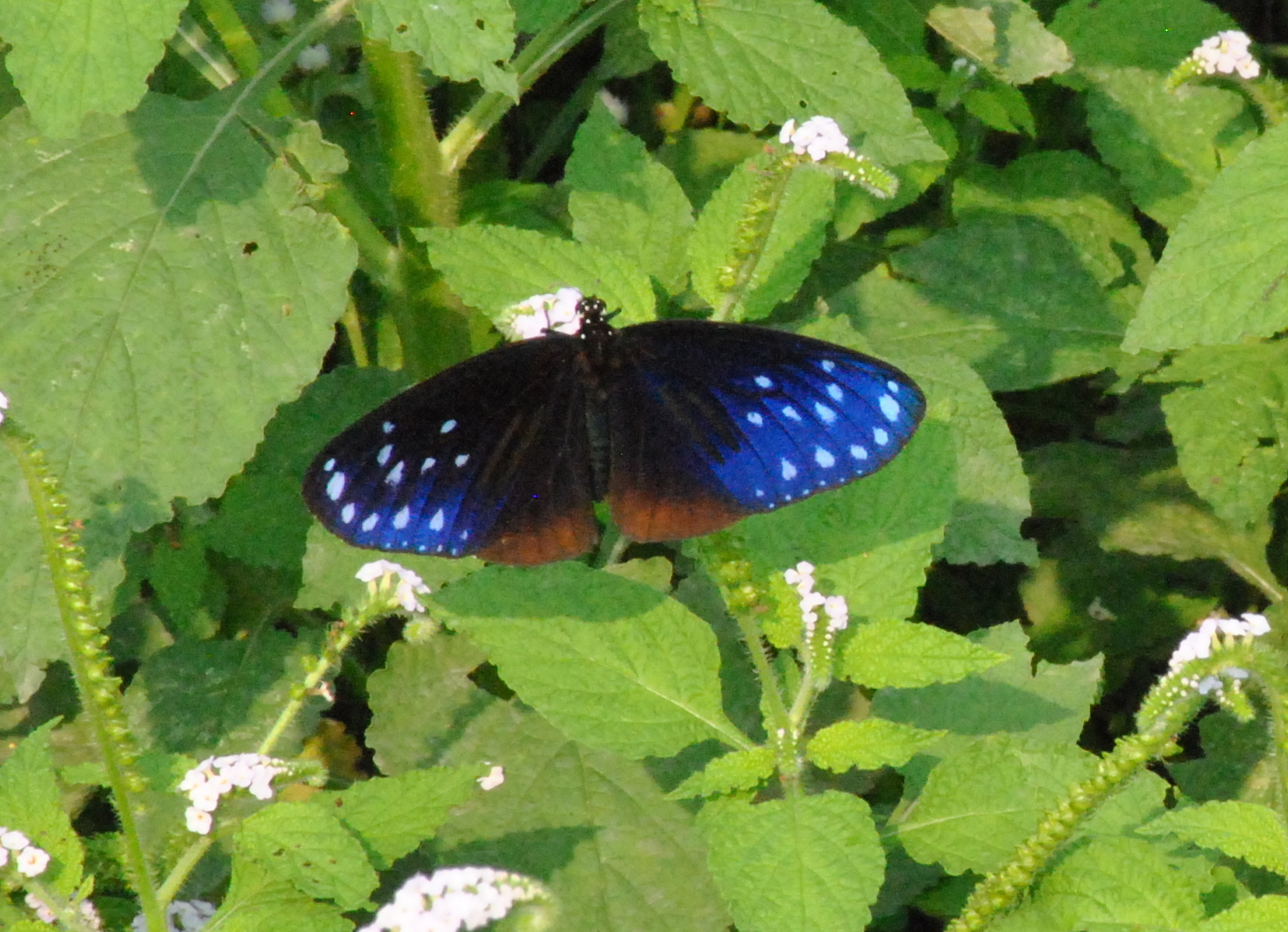

C'est un grand papillon marron foncé aux ailes bordées d'une ligne submarginale de points blancs doublée d'une ligne de taches ovales blanches. Ces taches blanches sont plus ou moins importantes suivant des sous-espèces.

### Chenille
L'œuf est blanc, la chenille verte à orange pâle cerclée de lignes blanches, est caractérisée par ses cornes marron foncé, dont une paire de grande taille et deux paires recourbées en crochet.
Sa tête est blanche rayée de marron foncé.

## Biologie
Euploea sylvester vit plusieurs mois et n'a de diapause que s'il lui faut attendre des pluies nécessaires à la croissance des plantes hôte de ses chenilles,.
C'est un migrateur. Dans le Sud de l'Inde Euploea sylvester effectue sa migration avec deux autres espèces, Euploea core et Tirumala septentrionis sur 350 à 500 km entre  les Ghâts occidentaux et les Ghâts orientaux. Ses migrations sont en étude à Taïwan.

### Plantes hôtes
Ses plantes hôtes sont diverses, des espèces des genres Hoya, Ficus (Ficus glomerata, Ficus microcarpa, Ficus racemosa, Ficus retusa, Ficus glomerata, Ficus racemosa), ou les espèces Marsdenia geminata, Marsdenia pleiadenium et Inchocarpus frutescens.

## Écologie et distribution
Euploea sylvester est présent dans le Sud de l'Asie, en Inde, Indochine, Malaisie, à Ceylan, Taïwan, en Nouvelle-Guinée et Nouvelle-Calédonie, à Bornéo, à Timor et en Australie.

### Biotope
Divers mais fonction de la présence des plantes hôtes de la chenille.

### Protection
Pas de statut de protection particulier.

## Philatélie
La sous-espèce Euploea sylvester harrisii figure sur une émission du Laos de 1993 (valeur faciale : 150 k.).